# Terrence Kaufman
Terrence Kaufman   (14 de juny de 1937 - 3 de març de 2022) va ser un lingüista estatunidenc especialitzat en l'estudi de les llengües no escrites, lexicografia, lingüística històrica de Mesoamèrica i fenòmens pel contacte de llengües. Era professor al departament de lingüística i antropologia a la Universitat de Pittsburgh.

## Carrera acadèmica
Kaufman va doctorar en Lingüística a la Universitat de Califòrnia a Berkeley el 1963. Ha realitzat estudis descriptius i d'història comparativa de les famílies lingüístiques maies, sioux, hoka, uto-asteques, mixe-zoque i otomang.
Probablement a causa del seu enfocament en la recopilació de la documentació empírica de les llengües no escrites a través de treball de camp i la formació de lingüistes nadius, la llista de les publicacions de Kaufman és menys extensa que la d'altres estudiosos de la matèria. No obstant això, en molts dels seus articles sovint ha estat coautor amb altres estudiosos com Lyle Campbell, Sarah Thomason i John Justeson, a qui ha influenciat sobremanera.
En un document de 1976 en coautoria amb Lyle Campbell va avançar una teoria que els Olmeca parlaven una llengua mixe-zoque. Es basava en el fet que hi ha molts préstecs mixe-zoque en gaires llengües mesoamericanes, en particular en dominis semàntics d'importància cultural específica. Aquesta teoria ha arribat a ser àmpliament acceptada, i sovint és citat com gairebé un fet. Juntament amb Lyle Campbell i Thomas Smith-Stark, Kaufman va dur a terme una investigació publicada a la revista  Language el 1986 que va donar lloc al reconeixement de Mesoamérica com a àrea lingüística.
Al llibre Language contact, creolization, and genetic linguistics (1988), en coautoria amb Sarah Thomason, van ser els primers a establir un marc teòric sòlid per a la comprensió dels processos de canvi lingüístic per contacte induït. La genealogia proposada per Kaufman de les llengües indígenes d'Amèrica del Sud,, que s'erigeix com la classificació més rigorosa i ben fonamentada del seu tipus, serveix com a base per a la classificació presentada per Lyle Campbell en la seva autoritat American Indian Languages.
Juntament amb John Justeson, va afirmar haver desxifrat amb èxit l'escriptura istmenya o epi-olmeca. Aquesta afirmació no ha trobat l'acceptació general en la comunitat científica en general, i ha estat rotundament rebutjada per Michael D. Coe i Stephen D. Houston. Kaufman es troba immers en el "Projecte per a la Documentació de les Llengües de Mesoamérica" o PDLMA, centrat en la recopilació de dades lingüístiques estandarditzats de les llengües poc documentades de Mesoamèrica.

## Obres destacades

### Articles
- Campbell, Lyle, and Terrence Kaufman. 1976. "A Linguistic Look at the Olmec." American Antiquity 41(1):80-89.
- Campbell, Lyle, and Terrence Kaufman. 1981. "On Mesoamerican linguistics." American Anthropologist 82:850-857.
- Campbell, Lyle, Terrence Kaufman and Thomas C. Smith-Stark. "Meso-America as a Linguistic Area", Language Vol. 62, No. 3 (Sep., 1986), pp. 530–570.
- Campbell, Lyle, Terrence Kaufman, "Mayan Linguistics: Where are we Now?" Annual Review of Anthropology, Vol. 14, 1985 (1985), pp. 187–198.
- Justeson, John; Kaufman, Terrence «A decipherment of epi-Olmec hieroglyphic writing» (en anglès). Science, 259, 1993, pàg. 1703-1711.
- Kaufman, Terrence. 1976. "Archaeological and Linguistic Correlations in Mayaland and Associated Areas of Meso-America" World Archaeology, Vol. 8, No. 1, Archaeology and Linguistics (Jun., 1976), pp. 101–118
- Kaufman, Terrence. 1988. "A Research Program for Reconstructing Proto-Hokan: First Gropings." In Scott DeLancey, ed. Papers from the 1988 Hokan–Penutian Languages Workshop, pp. 50–168. Eugene, Oregon: Department of Linguistics, University of Oregon. (University of Oregon Papers in Linguistics. Publications of the Center for Amerindian Linguistics and Ethnography 1.)
- Kaufman, Terrence. «Language History in South America: What we know and how to know more». A: Doris L. Payne. Amazonian Linguistics.  Austin: University of Texas Press, 1990, p. 13–74.

### Llibres
- Justeson, John, William Norman, Lyle Campbell, and Terrence Kaufman. The Foreign Impact on Lowland Mayan Language and Script. Middle American Research Institute Publication 53.
- Kaufman, Terrence (1972). El Proto-Tzeltal-Tzotzil. Fonología comparada y diccionario reconstruido. México, UNAM.
- Thomason, Sarah G., and Terrence Kaufman (1988). Language contact, creolization, and genetic linguistics. Berkeley: University of California Press. ISBN 0-520-07893-4.
- Campbell, Lyle. American Indian languages : the historical linguistics of Native America.  Nova York: Oxford University Press, 1997. ISBN 0-585-37161-X.
- Houston, Stephen; Coe, Michael «Has Isthmian Writing Been Deciphered?» (en anglès). Mexicon, XXV, 2004, pàg. 151-161.
- Brigham Young University press release Arxivat 2006-09-04 a Wayback Machine. on behalf of Brigham Young University archaeologist Stephen Houston and Yale University professor emeritus Michael Coe disputing Justeson/Kaufman findings.
- Project for the Documentació de les llengües de Mesoamèrica Arxivat 2012-03-18 a Wayback Machine.